# Майк Фішер
Майк Фішер (англ. Mike Fisher, нар. 5 червня 1980, Пітерборо) — канадський хокеїст, що грав на позиції центрального нападника. Грав за збірну команду Канади.
Провів понад тисячу матчів у Національній хокейній лізі.

## Ігрова кар'єра

### Ранні роки
Фішер навчався хокею в Малій Асоціації Хокею Пітерборо (ОЮХЛ) за програмою Майнор Петс. Дебютував у молодіжній команді «Сандбері Вулвз» у матчі проти «Пітерборо Претс» (ОХА) у другому раунді, 22-го загального огляду, ОХЛ Прайориті Драфт 1997 року. Після 49 набраних очок у 66-матчах у своєму першому сезоні в складі «Вовків», Фішер був обраний для участі в другому раунді Драфту НХЛ 1998 року під 44-им загальним номером клубом «Оттава Сенаторс». Після цього повернувся до ОХЛ ще на один сезон, по завершенні якого набрав 106 очок, за цим показником став 5-им найкращим бомбардиром ліги.

### «Оттава Сенаторс» (1999—2011)
Майк Фішер дебютував у складі «Сенаторів» у сезоні 1999/00 років й відзначився 9-ма набраними очками в 32-ох матчах сезону, при цьому Майк не зміг відіграти повний сезон через пошкодження. Став відомий завдяки своєму агресивному стилю гри, згодом почав демонструвати й свої атакувальні здібності, зокрема в сезоні 2002/03 років, який став для Фішера вже четвертим у складі «Сенаторів», відзначився 18-ма голами й 36-ма набраними очками.

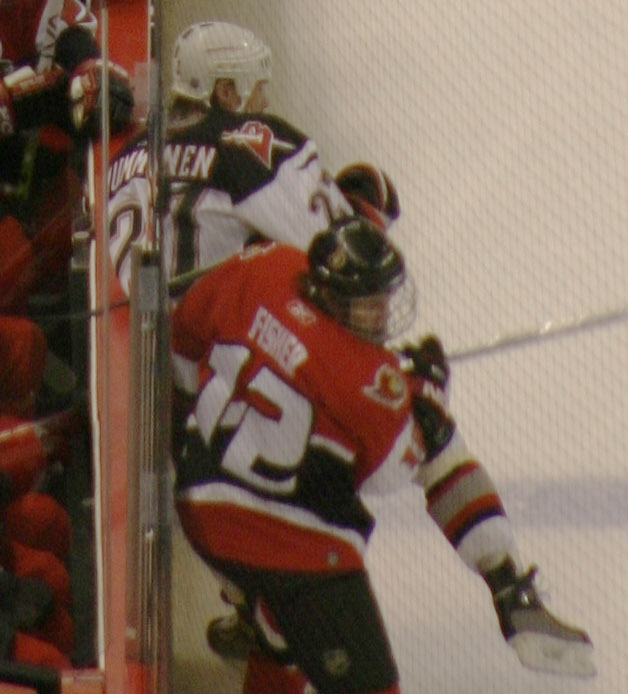
Фішер (№ 12, у закритому шоломі, через раніше отриману травму) б'ється з Теппо Нумміненом поблизу щитів у плей-оф Кубка Стенлі 2006 року.

Під час локауту в сезоні 2004/05 років Фішер виступав за кордоном, у клубі «Цуг» у швейцарській Національній лізі А. Оскільки НХЛ відновила регулярний чемпіонат сезону 2005/06 років, Майк повернувся до «сенаторів», у складі яких відзначився 22-ма голами та 44-ма набраними очками, завдяки чому покращилася результативність зв'язки Спецца-Гітлі-Альфредссон. Майк допоміг «Сенаторам» завоювати перше місце в Східній конференції й вийти до плей-оф, проте вони поступилися четвертій команді Дивізіону, й своєму принциповому супернику, «Баффало Сейбрс» у п'яти матчах в рамках другого раунду плей-оф. З показником +23 в регулярному сезоні, за системою плюс-мінус (+/-), Фішер був номінований на Френк Дж. Селкі Трофі як найкращий нападник оборонного плану. У цьому змаганні він фінішував другим після фіналіста Єре Лехтінена з «Даллас Старс» та володаря трофея Рода Бріндамора, капітана переможців Кубка Стенлі «Кароліни Гаррікейнс».
Наступного сезону Фішер знову відзначився 22-ма голами й підкріпив цей результат 26-ма асистами та 48-ма набраними очками. Він зупинився на показнику 68 зіграних матчів через пошкодження лівого коліна, яке хокеїст отримав у поєдинку проти «Нью-Йорк Айлендерс» яке змусило Майка залишитися без тренувань на чотири тижні. У плей-оф Фішер допоміг «Сенаторам» дійти до фіналу, де вони не змогли здолати у 5-матчевому протистоянні «Анагайм Дакс». Фішер у тому плей-оф відзначився 5-ма голами, 5-ма асистами та 10-ма набраними очками в 20-ти матчах.
У сезоні 2007/08 років у хокеїста залишався ще один рік контракту з клубом, проте Фішер підписав з командою новий 5-річний контракт, за яким мав отримати 21 мільйон $. Цього сезону хокеїст знов покращив свої досягнення за кількістю голів, відзначившись у воротах суперників 23 рази. Тим не менше Фішер був змушений пропустити матчі плей-оф, внаслідок повторної травми лівого коліна, яке хокеїст отримав від удара коліном форварда «Торонто Мейпл Ліфс» Марка Белла в заключній грі регулярного сезону.
У сезоні 2008/09 років Фішера турбувала вже інша травма коліна, розрив зв'язки правого коліна, яке гравець отримав 17 листопада 2008 року в матчі проти «Нью-Йорк Айлендерс».

### «Нашвілл Предаторс» (2011—2017)
10 лютого 2011 року Фішер став частиною обміну з «хижаками», Нашвілл в обмін отримав права на найціннішого гравця першого раунду драфту 2011 року (Стефана Ноесена) і Джаррода Мейденса (2012). Згідно з умовами контракту, «Сенатори» мали право отримати найціннішого гравця кожного з раундів плей-оф «хижаків», але лише в тому разі, якщо вони самі виходили до наступного раунду. «Хижаки» перемогли в першому раунді плей-оф, але вже в другому раунді зрештою поступилися «Ванкувер Канакс» й не змогли потрапити до третього раунду. За словами Фішера, хоча у нього було багато пропозицій з інших команд, головний тренер «Оттави» Браян Мюррей та її власник Євген Мельник вирішили прийняти пропозицію Нашвілла, щоб Фішер міг бути ближче до своєї дружини, кантрі-співачки Керрі Андервуд.
12 лютого 2011 року Фішер зіграв свій перший матч у формі «хижаків», в якому відзначився голевою передачею, а його команда з рахунком 5:3 здолала «Колорадо Аваланч». А п'ять днів по тому, 17 лютого, відзначився й першим голом у складі «хижаків», проти «Ванкувер Канакс».
У 2012 році Майк став володарем Призу гравцю НХЛ за благодійність, яким нагороджується хокеїст НХЛ, який дотримується основних цінностей хокею — відповідальність, наполегливість та командна робота — й збагачує завдяки цьому життя людей своєї громади.
26 червня 2015 року, незадовго до того, як Майк мав стати вільним агентом (1 липня), Фішер підписав дворічну угоду про продовження співпраці з «хижаками» на суму 8,8 мільйонів доларів США, за якою гравець мав отримати 4,8 мільйона доларів США у сеоні 2015/16 років та 4 мільйони доларів США у сезоні 2016/17 років.
5 травня 2016 року за 8:48 до завершення матчу в третьому овертаймі четвертої гри півфіналу Західної Конференції відзначився голом, в цьому поєдинку «хижаки» з рахунком 4:3 перемогли «Сан-Хосе Шаркс», відірвавшись, таким чином, у серії на дві перемоги.
7 вересня 2016 року Фішер був названий шостим капітаном «хижаків» після того, як колишній капітан Ші Вебер став частиною обміну на захисника «Монреаль Канадієнс» Пі-Кей Суббана. Він виводив «хижаків» з капітанською пов'язкою в фіналі Кубку Стенлі 2017, який зрештою програв у шести матчах «Піттсбург Пінгвінс». 3 серпня 2017 року Фішер у спеціальному листі, яке було адресоване вболівальникам «хижаків» та надруковане у виданні The Tennessean, оголосив про завершення кар'єри в НХЛ, ставши першим капітаном «Хижаків», який у цьому статусі завершив кар'єру.
Загалом провів 1222 матчі в НХЛ, включаючи 134 гри плей-оф Кубка Стенлі.

## Особисте життя
Фішер народився та виріс у Пітерборо, Онтаріо, у батьків Джима та Карен й сповідував християнство. Також має двох братів (Роба та Грегорі) та одну сестру (Мередіт). Дядько Майка, Девід Фішер, був капітаном бейсбольного клубу «Торонто Блу-Джейс». Брат Фішера, Грегорі, також хокеїст, воротар команди Квінніпекського Університету, який виступає в НКАА. 23 жовтня 2009 року Фішер замінив тодішнього воротаря «сенаторів» Паскаля Леклера під час контрольних поєдинків «сенаторів», оскільки Леклер занедужав.
По завершенні сезону Фішер проводив час у таборах хокейних клубів свого рідного міста Пітерборо, Кінгстоні та Оттаві, за спеціальною програмою розвитку хокею. Фішер також був гостем-інструктором у хокейному таборі Роджер Найлсон.
Фішер одружений з американською кантрі-співачкою Керрі Андервуд. Вони зустрілися одне з одним у 2008 році за сценою під час одного з концертів Керрі. 20 грудня 2009 року відбулися заручини. Цю інформацію Майк підтвердив наступного дня, під час ранкового тренування «сенаторів». 10 липня 2010 року Фішер одружився з Андервудом на виставці Ріц-Карлтон Лодж, на фермі Рейнольдсів у Грінсборо, штат Джорджія, у присутності понад 250 гостей. Андервуд підготувала для Фішера сюрприз, запросивши одного з найулюбленіших співаків Брендона Хіта, який заспівав їм «Love Never Fails», саме під цю пісню пара виконала свій перший танок. 1 вересня 2014 року стало відомо, що Майк та Керрі очікують на народження свого первістка. У лютому 2015 року Андервуд народила сина, якого назвали Ісайя Майкл Фішер.

## Статистика

### Клубні виступи
| Сезон        | Клуб                | Ліга         | Регулярний сезон | Регулярний сезон | Регулярний сезон | Регулярний сезон | Регулярний сезон | Плей-оф | Плей-оф | Плей-оф | Плей-оф | Плей-оф |
| Сезон        | Клуб                | Ліга         | І                | Г                | П                | О                | ШХ               | І       | Г       | П       | О       | ШХ      |
| ------------ | ------------------- | ------------ | ---------------- | ---------------- | ---------------- | ---------------- | ---------------- | ------- | ------- | ------- | ------- | ------- |
| 1996–97      | «Пітерборо Біс»     | ОЮХЛ         | 51               | 26               | 30               | 56               | 56               | —       | —       | —       | —       | —       |
| 1997–98      | «Садбері Вулвс»     | ОХЛ          | 66               | 24               | 24               | 49               | 64               | 9       | 2       | 2       | 4       | 13      |
| 1998–99      | «Садбері Вулвс»     | ОХЛ          | 66               | 41               | 65               | 106              | 55               | 4       | 2       | 1       | 3       | 4       |
| 1999–00      | «Оттава Сенаторс»   | НХЛ          | 32               | 4                | 5                | 9                | 15               | —       | —       | —       | —       | —       |
| 2000–01      | «Оттава Сенаторс»   | НХЛ          | 60               | 7                | 12               | 19               | 46               | 4       | 0       | 1       | 1       | 4       |
| 2001–02      | «Оттава Сенаторс»   | НХЛ          | 58               | 15               | 9                | 24               | 55               | 10      | 2       | 1       | 3       | 0       |
| 2002–03      | «Оттава Сенаторс»   | НХЛ          | 74               | 18               | 20               | 38               | 54               | 18      | 2       | 2       | 4       | 16      |
| 2003–04      | «Оттава Сенаторс»   | НХЛ          | 24               | 4                | 6                | 10               | 39               | 7       | 1       | 0       | 1       | 4       |
| 2004–05      | «Цуг»               | НЛА          | 21               | 9                | 18               | 27               | 39               | 9       | 2       | 3       | 5       | 20      |
| 2005–06      | «Оттава Сенаторс»   | НХЛ          | 68               | 22               | 22               | 44               | 64               | 10      | 2       | 2       | 4       | 12      |
| 2006–07      | «Оттава Сенаторс»   | НХЛ          | 68               | 22               | 26               | 48               | 41               | 20      | 5       | 5       | 10      | 24      |
| 2007–08      | «Оттава Сенаторс»   | НХЛ          | 79               | 23               | 24               | 47               | 82               | —       | —       | —       | —       | —       |
| 2008–09      | «Оттава Сенаторс»   | НХЛ          | 78               | 13               | 19               | 32               | 66               | —       | —       | —       | —       | —       |
| 2009–10      | «Оттава Сенаторс»   | НХЛ          | 79               | 25               | 28               | 53               | 59               | 6       | 2       | 3       | 5       | 6       |
| 2010–11      | «Оттава Сенаторс»   | НХЛ          | 55               | 14               | 10               | 24               | 33               | —       | —       | —       | —       | —       |
| 2010–11      | «Нашвілл Предаторс» | НХЛ          | 27               | 5                | 7                | 12               | 10               | 12      | 3       | 4       | 7       | 11      |
| 2011–12      | «Нашвілл Предаторс» | НХЛ          | 72               | 24               | 27               | 51               | 33               | 10      | 1       | 3       | 4       | 8       |
| 2012–13      | «Нашвілл Предаторс» | НХЛ          | 38               | 10               | 11               | 21               | 27               | —       | —       | —       | —       | —       |
| 2013–14      | «Нашвілл Предаторс» | НХЛ          | 75               | 20               | 29               | 49               | 60               | —       | —       | —       | —       | —       |
| 2014–15      | «Нашвілл Предаторс» | НХЛ          | 59               | 19               | 20               | 39               | 39               | 3       | 0       | 1       | 1       | 0       |
| 2015–16      | «Нашвілл Предаторс» | НХЛ          | 70               | 13               | 10               | 23               | 29               | 14      | 5       | 2       | 7       | 2       |
| 2016–17      | «Нашвілл Предаторс» | НХЛ          | 72               | 18               | 24               | 42               | 55               | 20      | 0       | 4       | 4       | 2       |
| Усього в НХЛ | Усього в НХЛ        | Усього в НХЛ | 1088             | 276              | 309              | 585              | 807              | 134     | 23      | 28      | 51      | 89      |

### Збірна
| Рік  | Команда | Турнір | І | Г | П | О | ШХ | Місце  |
| ---- | ------- | ------ | - | - | - | - | -- | ------ |
| 2005 | Канада  | ЧС     | 9 | 0 | 1 | 1 | 4  | Срібло |
| 2009 | Канада  | ЧС     | 9 | 2 | 3 | 5 | 14 | Срібло |